# Cuora amboinensis
Espèce
Synonymes
- Testudo amboinensis Riche in Daudin, 1801
- Emys cuoro Schweigger, 1812
- Terrapene bicolor Bell, 1826
- Emys amboinensis leveriana Gray 1830

Statut de conservation UICN

 EN  : En danger
Statut CITES
Cuora amboinensis ou tortue boîte de Malaisie est une espèce de tortues de la famille des Geoemydidae.
Il s'agit d'une espèce protégée. Depuis 2000, elle est classée à l'annexe II de la CITES, ainsi qu'à l'état vulnérable sur la liste rouge de l'UICN.

## Habitat et répartition
La tortue boîte de Malaisie vit dans les étangs et marécages, dans les rizières et dans les estuaires à cours lent. C'est la tortue-boîte la plus répandue et la seule espèce de tortue non marine présente naturellement des deux côtés de la ligne Wallace, une frontière invisible mais biologiquement importante entre les faunes asiatique et australienne.
Cette espèce se rencontre dans l'est de l'Inde, au Bangladesh, en Birmanie, en Thaïlande, au Laos, au Viêt Nam, au Cambodge, en Malaisie, au Brunei, en Indonésie et aux Philippines.
Sa présence est incertaine au Timor oriental.

## Description
C'est une tortue semi-aquatique.
•Nom commun : Tortue boîte d’Asie
•Famille : Geoemydidae
•Réglementation : Annexe II
•Taille adulte : 25 cm

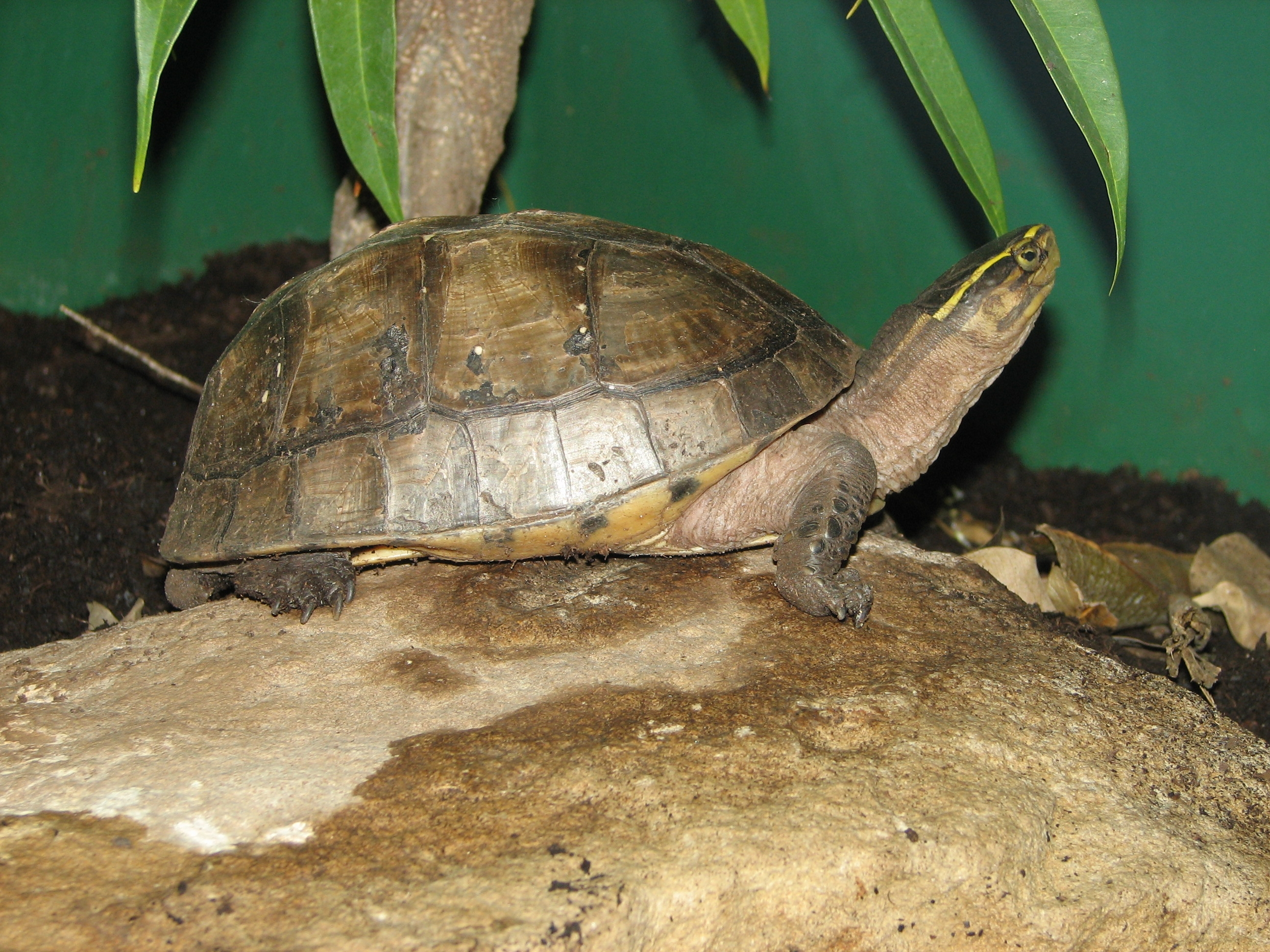
Cuora amboinensis amboinensis

•Longévité : 30 à 35 ans, voire plus de 38 ans en captivité
•Alimentation : omnivore
•Reproduction : ovipare
•Biotope : Humide grande partie aquatique
•Hygrométrie : 70 %
•Températures : point chaud 37 °C ; eau : 22 à 27 °C

## Alimentation
Elle est essentiellement végétarienne, mangeant des végétaux et des fruits tels la banane, le kiwi jaune, le kaki, les figues ...

## Reproduction
D'avril à mai, elle pond de 1à 5 œufs de forme globuleuse (4-5 * 3 cm). Les petites tortues naissent au bout de 70 à 90 jours.

## Liste des sous-espèces
Selon TFTSG (14 juin 2011) :
- Cuora amboinensis amboinensis (Riche, 1801)
- Cuora amboinensis couro (Schweigger, 1812)
- Cuora amboinensis kamaroma Rummler & Fritz, 1991
- Cuora amboinensis lineata McCord & Philippen, 1998

## Publications originales
- Daudin, 1801 : Histoire Naturelle, Générale et Particulière des Reptiles ; ouvrage faisant suite à l'Histoire naturelle générale et particulière, composée par Leclerc de Buffon; et rédigée par C.S. Sonnini, membre de plusieurs sociétés savantes, vol. 2, F. Dufart, Paris, p. 1-432 (texte intégral).
- McCord & Philippen, 1998 : A new subspecies of box turtle, Cuora amboinensis lineata, from northern Myanmar (Burma), with remarks on the distribution and geographic variation of the species. Reptile Hobbyist, vol. 1998, p. 51–58.
- Rummler & Fritz, 1991 : Geographische Variabilität der Amboina-Scharnierschildkröte Cuora amboinensis (Daudin, 1802), mit Beschreibung einer neuen Unterart, C. a. kamaroma subsp. nov.. Salamandra, vol. 27, no 1, p. 17–45.
- Schweigger, 1812 : Prodromus monographiae Cheloniorum. Königsberger Archiv für Naturwissenschaftliche und Mathematik, vol. 1, p. 271–368 & 406–458.